# Weilheim (Tübingen)
Weilheim is een plaats in de Duitse gemeente Tübingen, deelstaat Baden-Württemberg, en telt 1465 inwoners (2007).

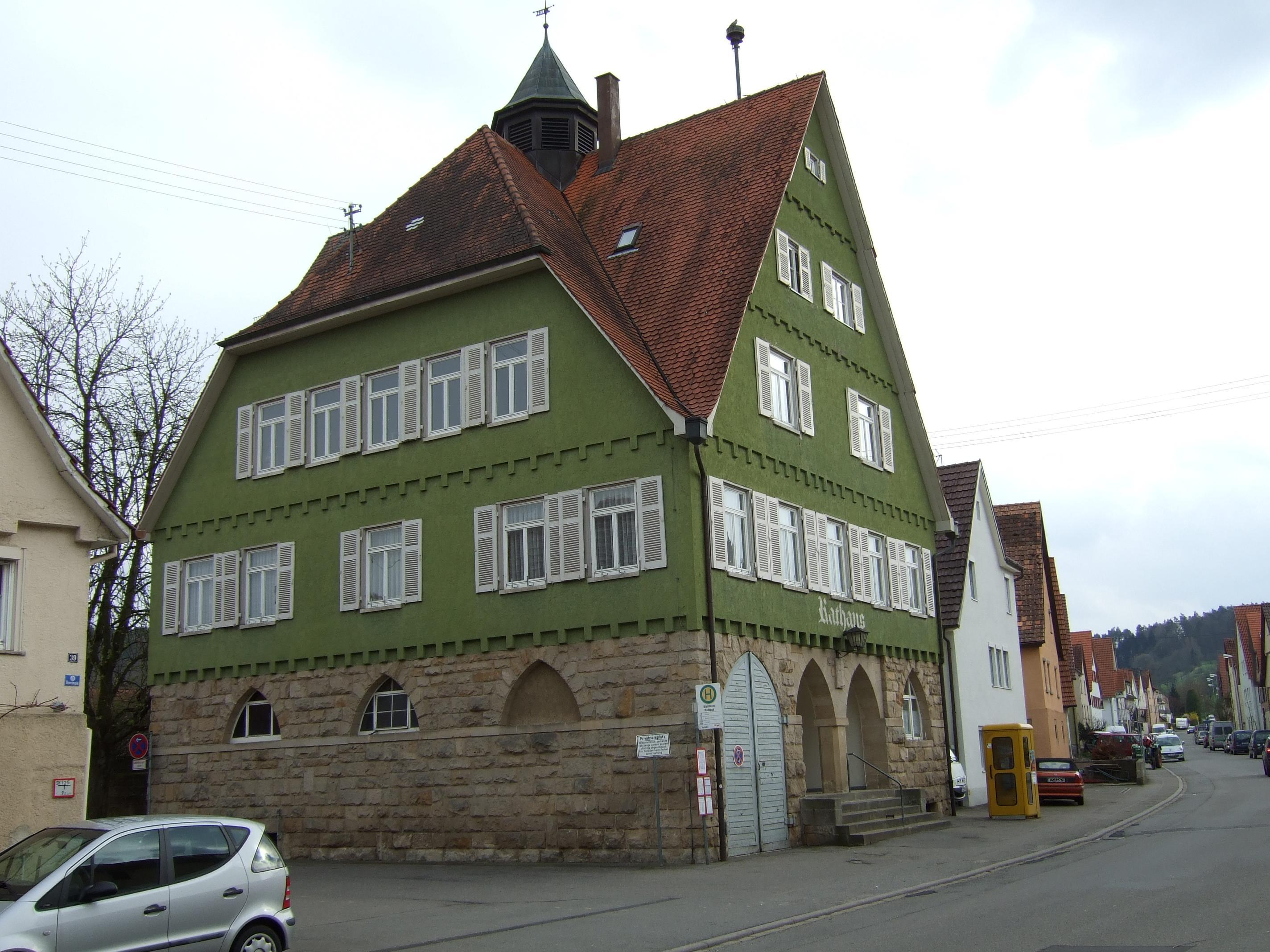
Gemeentehuis
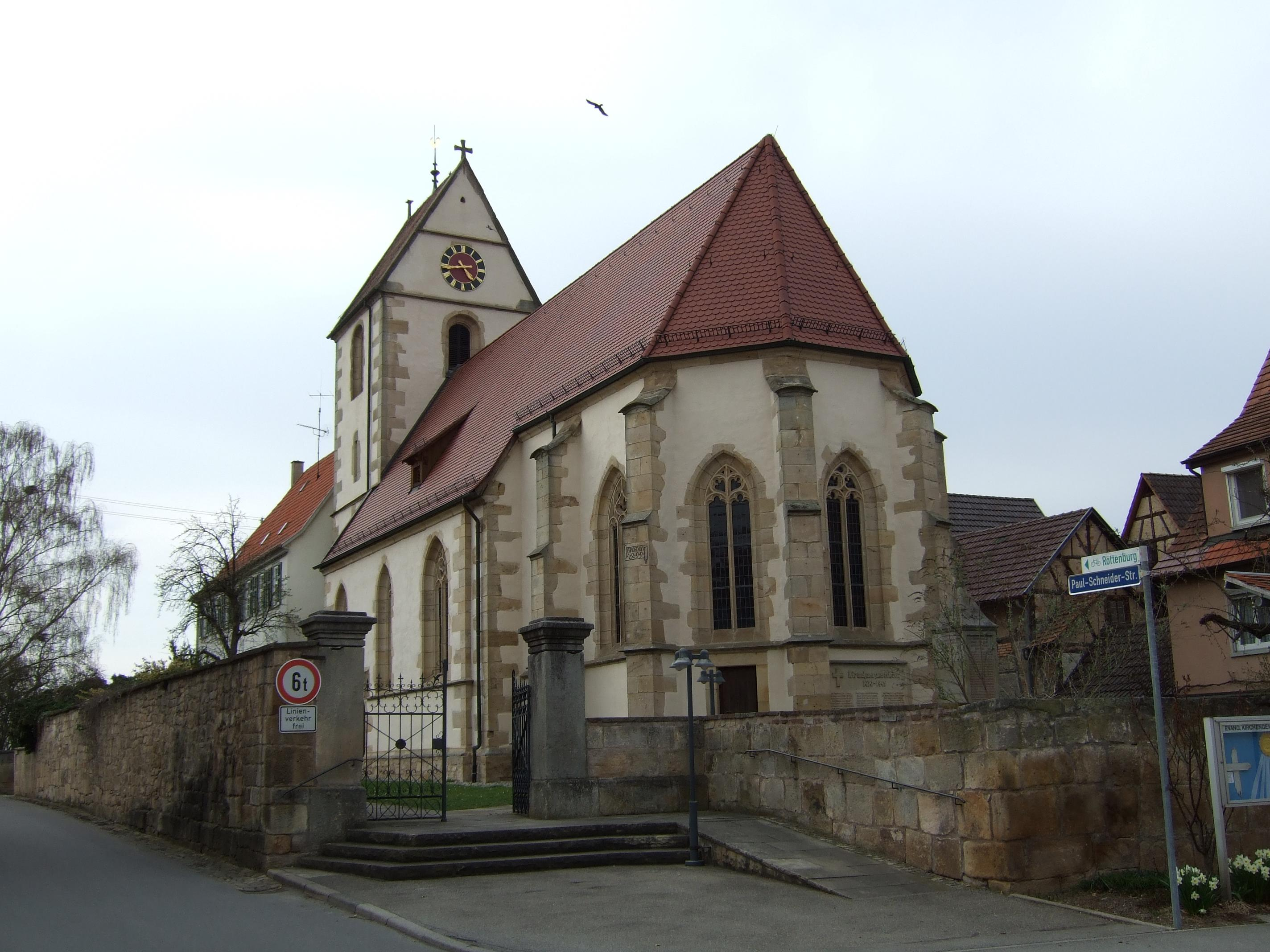
Nikomedeskerk